# 卡克钦格库诺乌
卡克钦格库诺乌（Kakching Khunou），是印度曼尼普尔邦Thoubal县的一个城镇。总人口9314（2001年）。

## 人口
该地2001年总人口9314人，其中男性4604人，女性4710人；0—6岁人口1266人，其中男638人，女628人；识字率58.47%，其中男性为69.68%，女性为47.52%。